# Peritrichia capucina
Peritrichia capucina är en skalbaggsart som beskrevs av Carl Peter Thunberg 1818. Peritrichia capucina ingår i släktet Peritrichia och familjen Melolonthidae. Inga underarter finns listade i Catalogue of Life.